# Росавська сільська рада
| Росавська сільська рада — орган місцевого самоврядування у Миронівському районі Київської області з адміністративним центром у с. Росава. Історична дата утворення: в 1918 році. Водоймища на території, підпорядкованій даній раді: річка Росавка. Сільській раді підпорядковані населені пункти: - с. Росава |

## Склад ради
Рада складається з 16 депутатів та голови.

### Керівний склад ради
| ПІБ                         | Основні відомості                                                               | Дата обрання | Дата звільнення |
| --------------------------- | ------------------------------------------------------------------------------- | ------------ | --------------- |
| Жила Микола Михайлович      | Сільський голова, 1954 року народження, освіта, член народної партії            | 26.03.2006   | 31.10.2010      |
| Клименко Олександр Іванович | Сільський голова, 1958 року народження, освіта середня спеціальна, безпартійний | 31.10.2010   |                 |

Примітка: таблиця складена за даними джерела